# Christoph Herbst

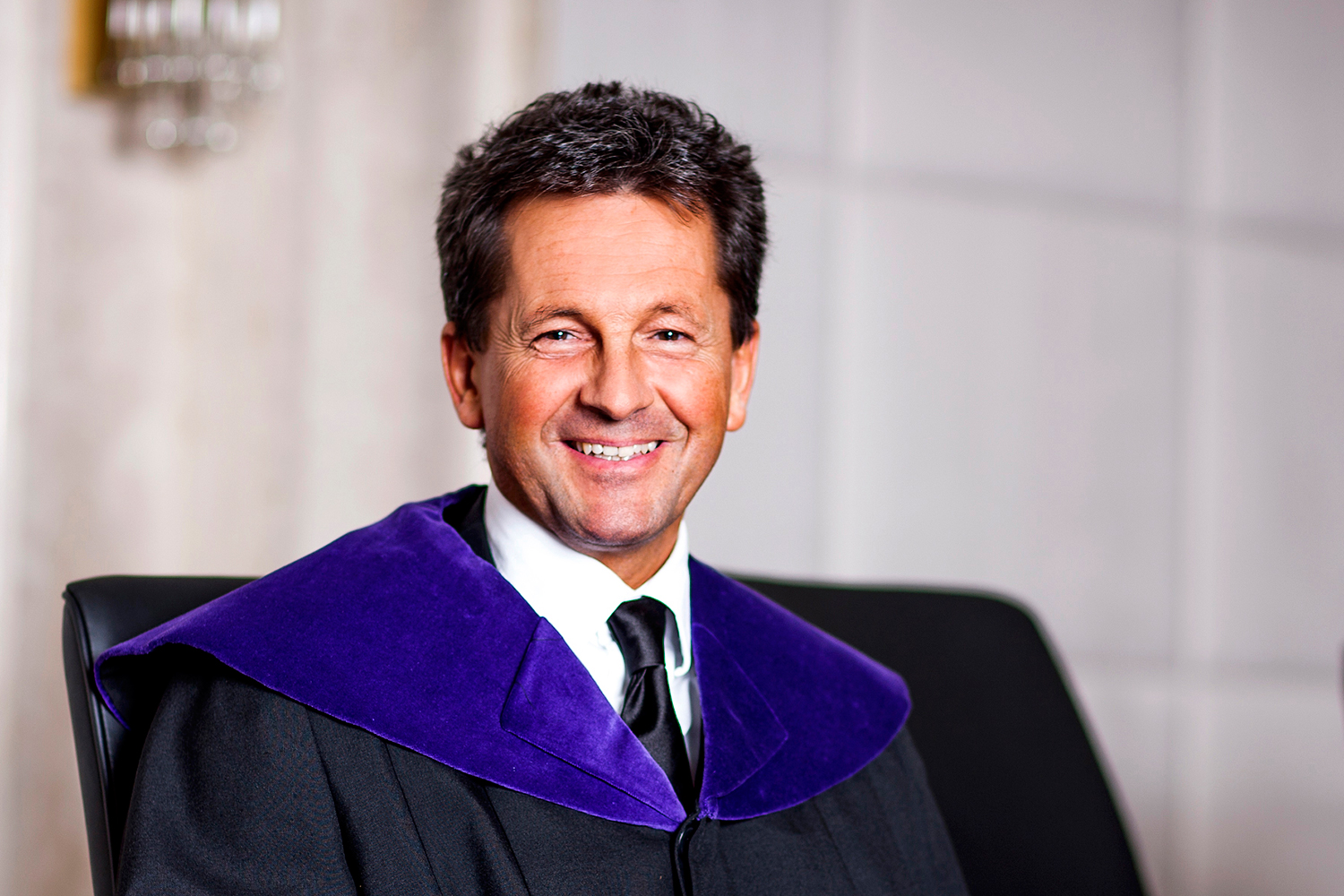
Christoph Herbst (2012)

Christoph Herbst (* 8. Juni 1960 in Wien) ist ein österreichischer Jurist, Manager, Universitätsprofessor für Öffentliches Recht und Verfassungsrichter. Er ist aktuell als Rechtsanwalt in Wien, als Universitätsprofessor an der Universität Linz sowie als Richter am österreichischen Verfassungsgerichtshof tätig.

## Ausbildung
Christoph Herbst wurde am 8. Juni 1960 in der österreichischen Bundeshauptstadt Wien geboren. Ebenfalls in Wien absolvierte er die Schullaufbahn und maturierte im Jahr 1978 am renommierten Wiener Schottengymnasium, einer katholischen Privatschule im ersten Wiener Gemeindebezirk. Anschließend daran begann er an der Rechtswissenschaftlichen Fakultät der Universität Wien das Studium der Rechtswissenschaften und promovierte dort im Jahr 1983 zum Doktor der Rechtswissenschaften (Dr. iur.). Ab 1982 war er als Assistent am Lehrstuhl von Universitätsprofessor Günther Winkler am Institut für Staats- und Verwaltungsrecht der Universität Wien tätig. 1997, als er bereits seit längerer Zeit im Berufsleben stand, absolvierte Christoph Herbst noch ein Postgraduales Studium an der Universität St. Gallen und erlangte dort den akademischen Titel Master of Business Law (M.B.L.).

## Beruflicher Werdegang
Im Anschluss an seine universitäre Tätigkeit als Assistent am Institut für Staats- und Verwaltungsrecht wurde Christoph Herbst in den Jahren 1985 bis 1992 wissenschaftlicher Mitarbeiter am österreichischen Verfassungsgerichtshof. 1988 absolvierte er eine kurze praktische Tätigkeit bei der Bezirksverwaltungsbehörde Linz-Land und im Jahr 1990 legte er die Verwaltungsdienstprüfung des Bundes ab. Von 1990 bis 1998 war Herbst nebenberuflich als Lektor an der Juristischen und an der Sozialwissenschaftlichen Fakultät der Universität Wien jeweils für Vorlesungen aus dem Verfassungs- und Verwaltungsrecht angestellt.
1992 erfolgte der Wechsel von Christoph Herbst in die Privatwirtschaft, als er Rechtsanwaltsanwärter bei der Kanzlei Schönherr Barfuß Torggler & Partner wurde. Seit 1995 ist er als zugelassener Rechtsanwalt und mittlerweile auch als Partner in der Wiener Kanzlei Herbst Kinsky Rechtsanwälte GmbH tätig. Seine juristischen Spezialgebiete sind Kapitalmarkt-, Kartell- und Wettbewerbsrecht. Aber auch in anderen Fällen wurde Herbst einer breiteren Öffentlichkeit bekannt. So war Herbst der Anwalt von Ludwig Adamovich, als dieser von der Mutter von Natascha Kampusch wegen Rufschädigung geklagt wurde.
Zwischen 2002 und 2010 war Herbst Mitglied im Aufsichtsrat der Flughafen Wien AG, dessen Aufsichtsratsvorsitzender er ab 2009 auch war. Beim Ausscheiden von Herbert Kaufmann als Vorstand im Jahr 2010 wechselte Herbst mit Jänner 2011 interimsmäßig auf dessen Platz und wollte nach eigenen Angaben nach Bestellung eines neuen Vorstandes wieder in den Aufsichtsrat zurückkehren.
Im Juni 2011 wurde Herbst jedoch vom österreichischen Bundesrat als Richter am Verfassungsgerichtshof vorgeschlagen und Anfang Juli von Bundespräsident Heinz Fischer angelobt. Die Tätigkeit als Vorstandsvorsitzender der Flughafen Wien AG legte er daher mit Ende August 2011 zurück und arbeitet seither nurmehr nebenberuflich als Rechtsanwalt neben der Position des Verfassungsrichters. Aktuell ist er als Verfassungsrichter auch einer der ständigen Referenten des VfGH.
Herbst ist seit Oktober 2023 Universitätsprofessor für Öffentliches Recht am Institut für Verwaltungsrecht und -lehre der Johannes Kepler Universität (JKU) Linz.